# マイ・ハート マイ・ラブ
『マイ・ハート マイ・ラブ』（Tribute）は、1980年のカナダのコメディドラマ映画。
監督はボブ・クラーク、出演はジャック・レモンとリー・レミックなど。
バーナード・スレードの1978年の戯曲『Tribute』をスレード自らが脚色して映画化した作品である。

## ストーリー
広告代理店で働くスコッティ・テンプルトンは、ある日受けた健康診断で自分が白血病に侵されており、余命僅かであることを知る。彼は疎遠になっている一人息子と関係を修復しようとする。

## キャスト
※括弧内は日本語吹替
- スコッティ・テンプルトン: ジャック・レモン（富田耕生）
- マギー・ストラットン: リー・レミック - スコッティの元妻。現在の夫は大学教授。
- ジャド・テンプルトン: ロビー・ベンソン（堀内賢雄） - スコッティとマギーの息子。
- グラディス・ペトレリ: コリーン・デューハースト（片岡富枝） - 医師。
- ルー・ダニエルス: ジョン・マーレー（英語版）
- サリー・ヘインズ: キム・キャトラル - モデル。
- ヒラリー: ゲイル・ガーネット（英語版）
- イヴリン: テリー・ケイン（英語版）

## 受賞・ノミネート
この作品でジャック・レモンは第53回アカデミー賞の主演男優賞にノミネートされ、ベルリン国際映画祭の銀熊賞で男優賞を受賞した。